# Bryan Rust Young
Bryan Rust Young (* 14. Januar 1800 bei Bardstown, Kentucky; † 14. Mai 1882 in Elizabethtown, Kentucky) war ein US-amerikanischer Politiker. Zwischen 1845 und 1847 vertrat er den Bundesstaat Kentucky im US-Repräsentantenhaus.

## Werdegang
Bryan Young war ein jüngerer Bruder von William Singleton Young (1790–1827), der zwischen 1825 und 1827 ebenfalls den Staat Kentucky im Kongress vertrat. Er war außerdem ein Onkel von Gouverneur John Young Brown (1835–1904), der zwischen 1859 und 1877 auch zwei Mal für Kentucky als Abgeordneter im US-Repräsentantenhaus saß.
Young besuchte die öffentlichen Schulen seiner Heimat und studierte danach an der University of Louisville. Nach einem anschließenden Medizinstudium und seiner Zulassung als Arzt begann er im Nelson County in diesem Beruf zu arbeiten. Gleichzeitig schlug er als Mitglied der Whig Party eine politische Laufbahn ein. Bei den Kongresswahlen des Jahres 1844 wurde er im fünften Wahlbezirk von Kentucky in das US-Repräsentantenhaus in Washington, D.C. gewählt, wo er am 4. März 1845 die Nachfolge des Demokraten James W. Stone antrat. Bis zum 3. März 1847 absolvierte er dort eine Legislaturperiode, die von den Ereignissen des Mexikanisch-Amerikanischen Krieges geprägt war.
Nach seiner Zeit im US-Repräsentantenhaus arbeitete Young wieder als Arzt. Zwischen 1858 und 1864 war er mehrfach Abgeordneter im Repräsentantenhaus von Kentucky. Er starb am 14. Mai 1882 in Elizabethtown.